# Жара
Жара — состояние атмосферы в данной области, характеризующееся горячим, нагретым солнечными лучами воздухом. В метеорологии, жара — это длительное повышение температуры воздуха от +35 °C и выше. Является типичным постоянным состоянием атмосферы для районов между тропиками, для районов вне тропиков характерна климатическим летом. В степной, а также полупустынной зоне России ежегодно бывает сильная жара с температурой более +30 °C, в некоторые годы она превышает +40 °C. Иногда жара случается в зонах тайги и даже тундры (в континентальной северо-восточной Сибири). В быту жарой называют высокую температуру воздуха в помещениях, нагретых огнём, раскалённой печью и др.

## Влияние на состояние здоровья
Во время летних периодов повышенной температуры обычно наблюдается рост смертности среди людей старческого возраста, больных гипертонической болезнью, тяжелобольных. Повышенная температура также негативно влияет на работоспособность здоровых людей, делает дневную работу малоэффективной.
В США специалисты NIOSH разработали рекомендации по сбережению здоровья работающих в условиях нагревающего микроклимата.